# 华莱士 (南达科他州)
华莱士（英語：Wallace），是美国南达科他州下属的一个镇。根据2010年美国人口普查，该镇有人口85人。论人口在本州排行第245。